# Bosquel
Bosquel – miejscowość i gmina we Francji, w regionie Hauts-de-France, w departamencie Somma.
Według danych na rok 2011 gminę zamieszkiwało 295 osób, a gęstość zaludnienia wynosiła 31 osób/km² (wśród 2293 gmin Pikardii Bosquel plasuje się na 697. miejscu pod względem liczby ludności, natomiast pod względem powierzchni na miejscu 492.).